# Салкын-Чишма (Пестречинский район)
Салкын-Чишма — деревня в Пестречинском районе Татарстана. Входит в состав Ленино-Кокушкинского сельского поселения.

## География
Находится в северо-западной части Татарстана на расстоянии приблизительно 6 км на север по прямой от районного центра села Пестрецы у речки Ушня.

## История
Основана в 1920-х годах.

## Население
Постоянных жителей было: в 1926—299, в 1949—276, в 1958—258, в 1970—272, в 1979—290, в 1989—236, в 2002—179 (татары 98 %), 178 в 2010.